# Rio Mucugê
O rio Mucugê  é um curso d'água localizado na Chapada Diamantina, na cidade brasileira de Mucugê, região central da Bahia, fazendo parte da bacia do Alto Paraguaçu, na Serra do Sincorá, com trechos no Parque Nacional da Chapada Diamantina e no Parque Municipal de Mucugê..
Ao singrar pelo Sincorá o Mucugê abre cânions e forma corredeiras, assim como aquele de quem é tributário, o rio Cumbuca, formando no caminho piscinas naturais (chamadas localmente de "poços") e quedas d'água. A vegetação predominante em suas margens é do tipo rupestre e gramíneo-lenhosa. Tem seu curso no sentido sul-norte.
Historicamente o rio é um dos grandes responsáveis pelo povoamento da Chapada quando, com a descoberta dos diamantes na região das "Lavras Diamantinas", seu leito trazia grande quantidade do mineral, o que provocou nova corrida às serras baianas justamente quando esgotaram os veios de ouro de Rio de Contas.
Graças ao diamante ali abundante a Chapada recebeu seu nome, e a parte da Borda Oriental vivenciou seu apogeu, justamente na área que hoje em parte é ocupada pelo Parque Nacional.
Um dos grandes problemas do rio é o fato de receber "dejetos não-tratados" da cidade que banha.